# بنو عامر بن صعصعة
بنو عامر بن صعصعة مجموعة كبيرة من القبائل العدنانية من قبيلة هوازن القيسية المضرية على الرغم من أنها شكلت بحد ذاتها مجموعة مستقلة عن هوازن. وهي جمجمة من جماجم العرب. ديار بني عامر الأصلية في نجد، وشرق الحجاز وانتشرت فروعهم في نواحي نجد وإقليم البحرين والعراق وسلطنة عُمان والمغرب العربي، كما وصلت قبائل عامرية إلى الأهواز ومصر وغيرها.

## فروع بنو عامر
أهم فروع بني عامر بنو كلاب وبنو كعب وبنو نمير وبنو هلال. وقد سادت كلاب وكعب ونمير على نجد واليمامة و الأحقاف في صدر الإسلام، وهم الذين يعنيهم الشاعر الأموي جرير في قوله الشهير «فغض الطرف إنك من نميرٍ فلا كعباً بلغت ولا كلابا»، بالإضافة إلى قشير وغيرها، وكان من أبرز شخصيات بني عامر في هذه الفترة مجنون ليلى قيس بن الملوح ومشوفته ليلى العامرية، بالإضافة إلى الشاعرة ليلى الأخيلية. وكان من أهم معاقل القبيلة في تلك الفترة الفلج (الأفلاج حالياً) في جنوب نجد. وقد تحالفت هذه القبائل في الماضي مع بني هلال وبني عقيل وبني نمير وارتحل قسم كبير منها إلى مصر وبلدان المغرب والأندلس وفي عموم أفريقيا في الرابع والخامس الهجري. وعندما انهارت دولة القرامطة، شكلت بنو كلاب القوة الرئيسية في نجد واليمامة وخصوصاً بعد عام 600 هـ (تقريباً 1200 م).

### بنو عقيل
أما بنو عقيل فقد كانت مواطنهم القديمة وادي العقيق (وادي الدواسر حالياً)، ورنية وبيشة وتثليث ويبمبم وبرك ونعام، قال الكندي توفي 265هـ تقريبا: (رنية يسكنها بنو عقيل)، وقال عرام السلمي توفي 275هـ: (رنية وبيشة وتثليث ويبمبم وعقيق تمرة كلها لعقيل)انتهى. وقال ياقوت الحموي :(رنية من ران كأنه مرة واحدة وهي قرية من حد تبالة عن أبي الأشعث الكندي يسكنها ينو عقيل وهي قرب بيشة وتثليث وببمبم وعقيق تمرة وكلها لبني عقيل)أهـ. وقال الأصمعي : «برك ونعام ماءان وهما لبني عقيل ما خلا عباده» .
ثم ذهب جزء منهم إلى منطقة الجزيرة والموصل شمال العراق فأسسوا هناك الدولة العقيلية في القرن العاشر الميلادي، كما ذهب جمع منهم إلى إقليم البحرين وأنجبت القبيلة هناك الدولة العصفورية، نمير فتركت نجد منذ العصر العباسي واستوطنت ضفاف الفرات وحران، ولا تزال العشائر العامرية ذات حضور كبير بين عشائر العراق اليوم.

### بنو هلال
و من أشهر قبائل عامر بن صعصعة بنو هلال الذين هاجروا من الجزيرة العربية إلى شمال أفريقيا بسبب القحط في القرن الحادي عشر الميلادي فاجتاحوا تلك البلاد وغيروا معالمها الاجتماعية إلى الأبد، ومنهم الفارس الشهير ذياب بن غانم والشخصية شبه الأسطورية أبو زيد الهلالي بطل الملاحم الشعبية الشهيرة، والذي يذكر البدو أنه أول من قال الشعر النبطي.
أبناء هلال بن عامر
أعقب هلال بن عامر بن صعصعة بن معاوية بن بكر بن هوازن بن منصور بن عكرمة بن خصفة بن قيس عيلان بن مضر إحدى عشر قبيلة من صلبه وهم : شعثة وناشرة ونهيك وعبد مناف وعبد الله وعائذة ورؤيبة وصخر وشعيبة وحبرة وربيعة، فمن شعثة بنو عبد الله بن شعثة ومن ناشرة : بنو عمرو بن ناشرة وبنو ظالم، ومن نهيك معشر وأبو ربيعة وأبو معاوية وسهل وأبو جشم الذين منهم قبيصة بن المخارق بن عبد الله بن شداد بن معاوية بن أبي ربيعة بن نهيك بن هلال له صحبة وكان راوية وكذلك ابنه قطن بن قبيصة.. وأبو جامع بن المخارق، ومن بنو عبد مناف بن هلال بن عامر بن صعصعة : الحارث وعمرو وربيعة الذين منهم بنو قره وكذلك يعمر بن عبد مناف بن هلال، منهم مسعر بن كدام الفقيه وأم المؤمنين زينب بنت خزيمة بن الحارث بن عبد الله بن عمرو بن عبد الله بن عبد مناف بن هلال والنزال بن سبره وله صحبة برسول الله، ومن عبد الله بن هلال بن عامر بن صعصعة : حارثة وحوته ورؤيبة الذي منه زغبة ورياح وفيهم العزة والكثرة والمنعة وهزوم ومعاوية، ومن رؤيبة أم المؤمنين ميمونة بنت الحارث بن حزن بن بجير بن هزم بن رؤيبة بن عبد الله ومنهم لبابة الصغرى أم عبد الله بن العباس ولبابة الكبرى أم خالد بن الوليد.

### سبيع بن عامر
سبيع الغلباء / اسم سبيع جاء من (اسم) فخذ صغير من بني جعدة شمل باقي فروع بني عامر في منازلهم الأصلية، اختلط بهم بنو عقيل وبني هلال وبني كعب وبني كلاب وبني ربيعة وبني قشير وفروع بني عامر الأخرى .
و سبيع في عصرنا الحاضر يضم بقايا القبيلة العامرية في مواضعها، سواء أكانت فروعا أو أفخاذا أو أسراً فهي كلها تحت مسمى سبيع بما في ذلك الفرع الكبير الذي لا يزال حتى عهدنا يحمل مسمى القبيلة الأم ( بنو عامر) وهو اسم قديم ولا يزال ومع ذلك فهم سبعان وتحت مسمى سبيع العامرية ومنتسبا للجد الأعلى وللقبيلة الأولى بنو عامر بن صعصعة .
وهذا ما أثبته الكثير من مؤرخي القبيلة منهم الأستاذ فهيد بن عبد الله بن تركي الفراعنة والأستاذ ناصر بن سعيد آل هميل، والأستاذ عبد الله بن سعود آل خثلان والأستاذ عبد الله بن سعد الحضبي والأستاذ عبد العزيز الحمد والأستاذ عيد بن مدعج والأستاذ محمد بن سلطان.
• إن قبيلة سبيع ما برحت باقية في منازل سلفها بني عامر وهي الخرمة، ورنية، وأسفل وادي تربه، ووادي بيشة، وما صاقب تلك الأماكن من أودية وجبال ورمال .
و لها ثوابت ومسميات قديمة قدم نشأت سكانها ؛ كوديان سبيع، عرق سبيع، حرة سبيع، حزم سبيع وغيرها ... و ذلك أن القبائل تحافظ على أوطانها وخاصة إذا كانت منيعة بجبالها وحرارها وأوديتها كالحال في بلاد سبيع .
• سبيع بقايا لفروع متعددة من مختلف تفرعات قبيلة بني عامر بن صعصعة ومن أشهر القبائل النجدية بل وأقدمها ذكراً في عالية نجد الجنوبية الغربية فيما يعرف بوديان سبيع رنيه والخرمه وما يليها من البلاد كحرة سبيع وعرق سبيع وما حول هذه المواضع من البلاد والأودية كوادي رنية ووادي الخرمة، وأسافل أودية بيشة، وتمتد بلاد سبيع فيما بين أطراف منطقة عسير الشمالية الشرقية، ونجد وشمالا حتى مشارف طريق الحجاز وهي بذلك تحل في بعض بلاد قبيلتها الأم بنو عامر بن صعصعة.
تجمعت بعض قبائل عامر وهلال في حرتهم ومساقط الأودية وحول المناهل والمراعي في رنية وما صاقبها، وانضمت إليهم بعض أبناء عقيل وجعدة وكلاب وربيعة، حيث ظعنوا إلى السهول والأودية وأقاموا هنالك سنين ثم تفرقوا ونزحوا إلى البلدان، وكانت لهم أياما وحروبا مع بقية القبائل ومع بعضهم وبقي منهم في حيّهم وبلادهم الأصلية ( الخرمة ورنية وتربه ) حيث تفرعوا إلى بطون يجمعها النسب، والموضع وظلت محافظة على كيانها القبلي وديارها إلى يومنا هذا ومنهم من انتقل إلى نجد والدهناء والصمان وأسس مواطن هناك مثل الحائر ورماح والرمحيه ونعام والحريق والعيطليه والشيحيه والضبيعه وشويه ورغبه والعطار والنعيرية وما حولهما وغيرها الكثير، والقصيم وبعض مدنه وقراه.

### الفروع العامرية من بنو عامر
- عامر بن ربيعة بن عامر بن صعصعة.[10]

- عامر بن كلاب بن عامر بن صعصعة.[11]

- عامر بن نمير بن عامر بن صعصعة.[12]

- عامر بن عبدالله بن كلاب بن ربيعة بن عامر بن صعصعة.[13]
- عامر بن عقيل بن كعب بن ربيعة بن عامر بن صعصعة.[14]
- عامر بن يزيد من مرداس بن رياح من هلال بن عامر بن صعصعة.[15]
- عامر بن زغبة من هلال بن عامر بن صعصعة.[16]

## عامر في الأحاديث
| الراوي                 | الحديث                                                                                                 | المحدث            | المصدر                   | صحة الحديث        |
| ---------------------- | --- | ----------------- | ------------------------ | ----------------- |
| وهب بن عبدالله السوائي | عَن أبي جُحيفةَ قالَ أَتينا رسولَ اللَّهِ صلَّى اللَّهُ عليهِ وسلَّمَ في نفَرٍ من بني عامرِ بنِ صَعصَعةَ بالأبطَحِ فقالَ أنتُم منِّي. | العراقي           | محجة القرب               | حسن               |
| النزال بن سبرة         | إنا كنا وانتم في الجاهلية بني عبد مناف فنحن اليوم بنو عبد الله                                         | ابن حجر العسقلاني | الإصابة في تمييز الصحابة | مرسل (ضعيف)       |
| --                     | لا نُصرت إن لم أنصر بني كعب، مما أنصر منه نفسي                                                          | الألباني          | كتاب الدفاع عن الحديث    | بدون أسناد (ضعيف) |
| ميمونة بنت الحارث      | إنَّ هذا السحابٌ لينصبُّ بنصرِ بني كعبٍ.                                                                      | الهيثمي           | مجمع الزوائد             | ضعيف              |
|                        | اللهم اكفني عامرا واهد بني عامر                                                                        |                   |                          |                   |

## عامر في الثقافة الشعبية
كانوا بنو عامر بن صعصعة في الجاهلية قوماً لا يدينون للملوك، بل هم كثيراً ما يعترضون للطائم النعمان ويغنمونها، وقد عرف العامريون بالأحامس لتشددهم في دينهم على مذهب قريش الذين يجتمعون معهم في مضر بن نزار.
تعتبر قبيلة عامر بن صعصعة من أكثر القبائل عدداً، قال أبو عمرو بن العلاء :
جاء الإسلام وأربعة أحياء قد غلبوا على الناس كثرة، شيبان بن ثعلبة، وجشم بن بكر، وعامر بن صعصعة، وحنظلة بن مالك، فلما جاء الإسلام خمد حيان وطما حيان، طما بنو شيبان وعامر بن صعصعة، وخمد جشم وحنظلة.
وقد اشتهرت قبيلة عامر بن صعصعة بالكثرة والقوة والشجاعة، وأنجبت الكثير من الفرسان والشعراء البارزين منهم جياش بن قيس الأعور بن قشير بن كعب بن ربيعة بن عامر بن صعصعة الذي شهد معركة اليرموك ويقال: إنه قتل بيده ألف نصراني وقطعت رجله يومئذ.

## صحابة
بنو عامر بن صعصعة أخوالاً لعدة رجال من كبار قريش ومشاهيرهم مثل : عبد الله بن عباس فأمه لبابة الكبرى بن الحارث بن حزن العامرية، وخالد بن الوليد أمه لبابة الصغرى بنت الحارث ابن حزن العامرية، وأبو سفيان زعيم قريش أمه صفية بنت حزن العامرية، كذلك آمنه بنت أبان العامرية تزوجها أمية بن عبد شمس من كبار قريش. وهناك الكثير من الصحابة من بني عامر بن صعصعة.

## زوجات الرسول من عامر بن صعصعة
- أم المؤمنين زينب بنت خزيمة بن الحارث بن عبد الله بن عمر بن عبد مناف الهلالية العامرية (أم المساكين).
- أم المؤمنين ميمونة بنت الحارث بن حزن بن بجير بن هزم بن رويبة بن عبد الله الهلالية العامرية.
- العالية بنت ظبيان الكلابية العامرية تزوجها ثم طلقها.
- عمرة بنت يزيد الكلابية العامرية وقيل هند بنت يزيد العامرية وطلقها قبل أن يدخل بها.

## وصلات خارجية
- قائمة قبائل العرب